# Líder da Oposição Oficial (Canadá)
O Líder da Oposição Oficial do Canadá é o Membro do Parlamento do Canadá na Câmara dos Comuns que lidera a Her Majesty's Loyal Opposition, geralmente, líder do maior partido político na Câmara dos Comuns que não aquela no poder. Este partido político constitui a oposição oficial do partido político em poder na Câmara dos Comuns.
Embora o Líder da Oposição deva ser membro da Câmara dos Comuns, o cargo não deve ser confundido com o Líder da Oposição na Câmara dos Comuns, que é o título formal do líder da oposição na Câmara. Há também um líder da oposição no Senado, que geralmente é do mesmo partido que o líder da oposição na Câmara. Se o líder do partido da oposição não for um membro do Parlamento, um deputado em exercício assume o papel de líder interino da oposição até que o líder do partido possa obter um assento. Nove dos titulares de cargos apenas serviram como Líder em exercício da Oposição, incluindo Deborah Gray (a primeira de três mulheres a ocupar o cargo - Gray, Nycole Turmel e Rona Ambrose).
O Líder da Oposição tem direito aos mesmos níveis de remuneração e proteção que um ministro do Gabinete e muitas vezes é membro do Conselho Privado do Canadá, geralmente o único membro não governamental da Câmara dos Comuns a ter esse privilégio. Ele ou ela tem o direito de residir na residência oficial de Stornoway e ocupa a décima quarta posição na Ordem de Precedência, depois dos ministros do Gabinete e dos vice-governadores das províncias. No plano de assentos da Câmara dos Comuns, o Líder da Oposição fica em frente ao Primeiro Ministro.